# Bandeira marítima
Uma bandeira marítima ou bandeira náutica é uma bandeira especialmente concebida para ser usada em navios e outras embarcações, para fins de identificação, de comunicação ou de ornamentação. Uma bandeira naval constitui um subtipo de bandeira marítima para uso especifico de uma marinha de guerra. Por extensão, as bandeiras marítimas são também usadas em instalações portuárias, iate clubes, capitanias de portos e outros locais ligados às atividades náuticas, sendo aí tradicionalmente arvoradas em mastros com verga análogos aos dos veleiros. 
Muito mais do que em terra, no mar as bandeiras constituíram desde cedo um elemento crítico do sistema de sinalização e comunicação. Como tal, em situações extremas - como acidentes ou guerras - a sua correta utilização pode fazer a diferença entre a vida e a morte. A regulamentação do seu uso é por isso bastante antiga e o seu cumprimento é estritamente controlado pelas autoridades marítimas.
O principal sinal e meio de prova legal do país de registo de um navio e da sua nacionalidade é a bandeira que o mesmo arvora à popa, também referida como "pavilhão" ou "bandeira nacional". A sua importância é tão grande que, por metonímia, os termos "bandeira" ou "pavilhão" são frequentemente usados para significar a nacionalidade do navio e a expressão "estado de bandeira" é usada para indicar o respetivo país de registo. Igualmente, o termo "embandeirar" é usado como referência ao ato de registar um navio num determinado país.
Quanto ao formato, as bandeiras marítimas podem ser quadrangulares (bandeiras redondas), farpadas e triangulares (galhardetes). Quanto ao tipo de uso, as principais são as bandeiras de popa, os jaques, as flâmulas, os distintivos pessoais, distintivos de armador e as bandeiras de sinais.
Devido à necessidade de sinalização e identificação das embarcações, o uso das bandeiras desenvolveu-se mais rapidamente no mar do que em terra. Muitas das bandeiras nacionais da atualidade, teve origem nas bandeiras marítimas.

## Tipos de bandeiras

### Bandeiras de popa
A bandeira de popa constitui a bandeira indicativa da nacionalidade de um navio ou outra embarcação. Juntamente com os papeis de bordo, é o meio de prova legal da nacionalidade da mesma. Também é referida como "pavilhão" (equivalente ao termo inglês ensign e ao francês pavillon), termo utilizado para a distinguir da bandeira para uso em terra (referida em inglês como flag e em francês como drapeau), sobretudo nos estados onde ambas são diferentes. Nos estados onde a bandeira de popa é idêntica à bandeira nacional aquela é também referida como tal.
Como indica a sua designação, a bandeira de popa é normalmente arvorada à popa de uma embarcação, numa haste designada "pau da bandeira". Em muitas embarcações, quando a navegar, a bandeira é arriada do pau da bandeira e içada em outra posição. Tradicionalmente, nos grandes veleiros, essa posição é o penol da carangueja (ponta da verga transversal) do mastro da ré. Nas restantes embarcações, cuja maioria das quais não tem carangueja, quando a navegar, a bandeira é frequentemente içada no mastro de sinais localizado a meio-navio.
Obrigatoriamente, um navio tem que ter sempre a bandeira de popa arvorada quando um entra ou sai de um porto, quando se encontra em águas territoriais estrangeiras, quando cruza com um navio de guerra, quando passa à vista de uma estação de controle de navegação ou em outras situações é que é conveniente assinalar a sua nacionalidade. Os navios de guerra em geral mantêm sempre arvorada a bandeira quando estão a navegar e obrigatoriamente sempre que se encontrem numa situação de combate. As regras da guerra naval ditam que o ato de arriar a bandeira por um navio de guerra durante um combate significa que ele se rende. Por essa razão, durante um combate, além da obrigatoriedade de ter sempre içada a bandeira, por tradição é içada uma bandeira de dimensões superiores ao normal (conhecida por "bandeira de combate") e frequentemente eram também içadas segundas e mesmo terceiras bandeiras, para o caso da primeira ser atingida, se manterem as outras arvoradas. Nos portos, a bandeira de popa é içada ao nascer e arriada ao pôr do sol.
Tradicionalmente, cada estado marítimo dispunha de dois tipos principais de bandeiras de popa para as suas embarcações, as quais assinalavam não só a nacionalidade das mesmas, mas também o seu estatuto militar ou civil. Assim, os navios de guerra arvoravam a bandeira de guerra do seu estado, enquanto que as embarcações mercantes particulares arvoravam a respetiva bandeira mercante. Hoje em dia, muitos estados dispõem de um única bandeira nacional para todos os tipos de embarcações. 
No âmbito da vexilologia, as bandeiras de popa são classificadas nos seguintes três tipos principais a cada qual corresponde um símbolo próprio: 
- Pavilhão civil (tradução do inglês civil ensign, com o símbolo vexilológico ) - bandeira indicativa de nacionalidade das embarcações da marinha mercante (de comércio, de pesca e de recreio). No seio do setor marítimo é normalmente referida como "bandeira mercante";
- Pavilhão estatal (state ensign) ou pavilhão governamental (government ensign, ) - bandeira indicativa de nacionalidade das embarcações estatais não militares, incluindo as afetas ao serviço de guarda costeira ou de investigação oceanográfica;
- Pavilhão naval (naval ensign) ou pavilhão de guerra (war ensign, ) - bandeira indicativa de nacionalidade dos navios de guerra de um estado. No seio do setor marítimo, é normalmente referida como "bandeira de guerra".

Muitos países têm uma única bandeira de popa para uso universal, que pode ser ou não idêntica à bandeira nacional para uso em terra. Por outro lado, alguns países têm vários variantes dentro dos três tipos principais de pavilhões, como são os casos das bandeiras especiais para embarcações de recreio.

#### Exemplos de pavilhões mercantes

Argentina
Austrália
Índia
Israel
Itália
Luxemburgo
Reino Unido

#### Exemplos de pavilhões de serviço público

Albânia
Alemanha
Bélgica
Maurícia
Noruega
Reino Unido
Singapura

#### Exemplos de pavilhões de guerra

Bélgica
Dinamarca
Hungria
Israel
Rússia
Reino Unido

#### Exemplos de pavilhões especiais

Pavilhão para iates da Espanha
Pavilhão para Iates dos Estados Unidos da América
Pavilhão do National Yacht Club da Irlanda
Pavilhão da Guarda de Fronteira da Rússia
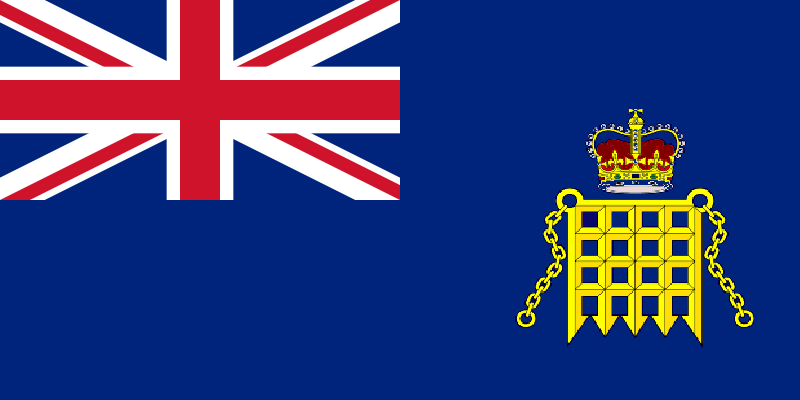
Pavilhão da Autoridade Alfandegária do Reino Unido
Pavilhão do Iate Club de Oulu da Finlândia
Pavilhão da Guarda Costeira da Ucrânia

#### Exemplos de pavilhões de uso universal

Brasil
Chipre
Grécia
Libéria
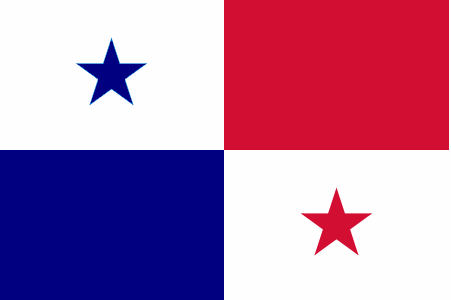
Panamá
Portugal
Uruguai

#### Bandeiras marítimas históricas

Bandeira marítima do Império do Brasil (1870–1889)
Bandeira marítima da França (1638-1790)
Bandeira da Cruz de Borgonha, utilizada como bandeira naval da Espanha da dinastia Habsburgo até 1701
Bandeira marítima espanhola da dinastia de Bourbon, usada até 1785
Bandeira marítima nacional de Portugal (séculos XVII e XVIII)
Bandeira naval da Rússia (1693-1720)

### Jaques
Jaques ou jacos são as bandeiras indicativas de nacionalidade destinadas a serem hasteadas na proa das embarcações de guerra. Nos países onde o pavilhão nacional é diferente da bandeira nacional para uso em terra, muitas vezes o jaque é igual a esta. Os jaques apenas são arvorados quando as embarcações estão ancoradas no porto, ou por ocasião de cerimônias especiais. Alguns países dispõem de jaques especiais para as embarcações civis, mas o seu uso é, normalmente, facultativo.

#### Exemplos de jaques

Brasil
Itália (militar)
Noruega
Portugal
Polónia
Países Baixos (civil)
Países Baixos (militar)
Reino Unido (militar)

### Flâmulas
As flâmulas são bandeiras longas, normalmente triangulares, com diferentes significações conforme o âmbito da sua utilização. No âmbito marítimo existem três tipos principais:
- Flâmulas nacionais ou de guerra: são arvoradas no mastro principal das embarcações de guerra, identificando a sua nacionalidade e indicando que o seu comandante é um oficial com patente de comando;
- Flâmulas de igreja: são arvoradas nas embarcações de certos países para indicar que se está a realizar um serviço religioso a bordo;
- Flâmulas de decoração: são utilizadas para decorar navios ancorados, por ocasião de celebrações, podendo ter ou não um significado especial.

#### Exemplos de flâmulas

Flâmula Nacional da Croácia

Flâmula Nacional do Japão

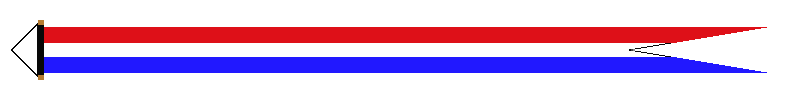
Flâmula Nacional dos Países Baixos

Flâmula Nacional de Portugal

Flâmula de Igreja das embarcações de guerra do Reino Unido

### Distintivos de comando
O sinal ou distintivo de comando é a bandeira arvorada no navio-chefe de um grupo de embarcações de guerra, identificando o seu comandante. Por essa razão em inglês, chama-se flagship, literalmente "navio da bandeira", aos navios-chefe de uma frota. Este tipo de bandeira encontra a sua origem no período anterior à invenção das radiocomunicações, altura em que as mensagens eram transmitidas através de bandeiras. O distintivo de comando indicava, dentro de uma frota, qual o navio a observar para se receber as mensagens. Existem também distintivos honoríficos para significar a presença a bordo de uma alta autoridade como um chefe de estado ou um ministro. Com a evolução das telecomunicações, os distintivos de comando tornaram-se, essencialmente, honoríficos.
Os distintivos de comando são arvorados no mastro principal das embarcações, imediatamente abaixo da flâmula Nacional.

#### Exemplos de distintivos de comando

Rei da Suécia
Vice-almirante da Guarda Costeira dos Estados Unidos
Capitão de mar e guerra da Marinha da Noruega
Secretário de Estado da Defesa dos Países Baixos
Chefe do Estado Maior da Armada de Portugal
Almirante da Marinha do Reino Unido
Comandante de Flotilha da Marinha da Rússia

### Distintivos de serviço, de armadores e de clubes náuticos
Os distintivos de armadores são bandeiras que se destinam a identificar as empresas de navegação ou outros proprietário dos navios da Marinha Mercante. Antigamente eram arvorados no mastro principal das embarcações, mas, actualmente são, muitas vezes arvorados na proa.
Os distintivos ou galhardetes de clubes náuticos são bandeiras, normalmente de formato triangular, destinadas a identificar uma embarcação de recreio como sendo propriedade de um clube náutico ou de um membro daquele clube. É arvorado tanto no porto como no mar, podendo, contudo ser retirado durante uma corrida. Tradicionalmente, os galhardetes dos clubes são arvorados no mastro grande ou, alternativamente, à proa.
Os distintivos de serviço destinam-se a indicar que um navio privado está a prestar um serviço público especial, normalmente subsidiado pelo Estado, como o transporte de correio ou de imigrantes. Normalmente eram arvorados à proa, mas, hoje em dia, são raramente utilizados. Existem também distintivos arvorados em embarcações do estado, identificando que tipo de serviço é que estão a executar, como é o caso de policia marítima, pilotagem de portos, fiscalização aduaneira, etc.

#### Exemplos de distintivos de armadores

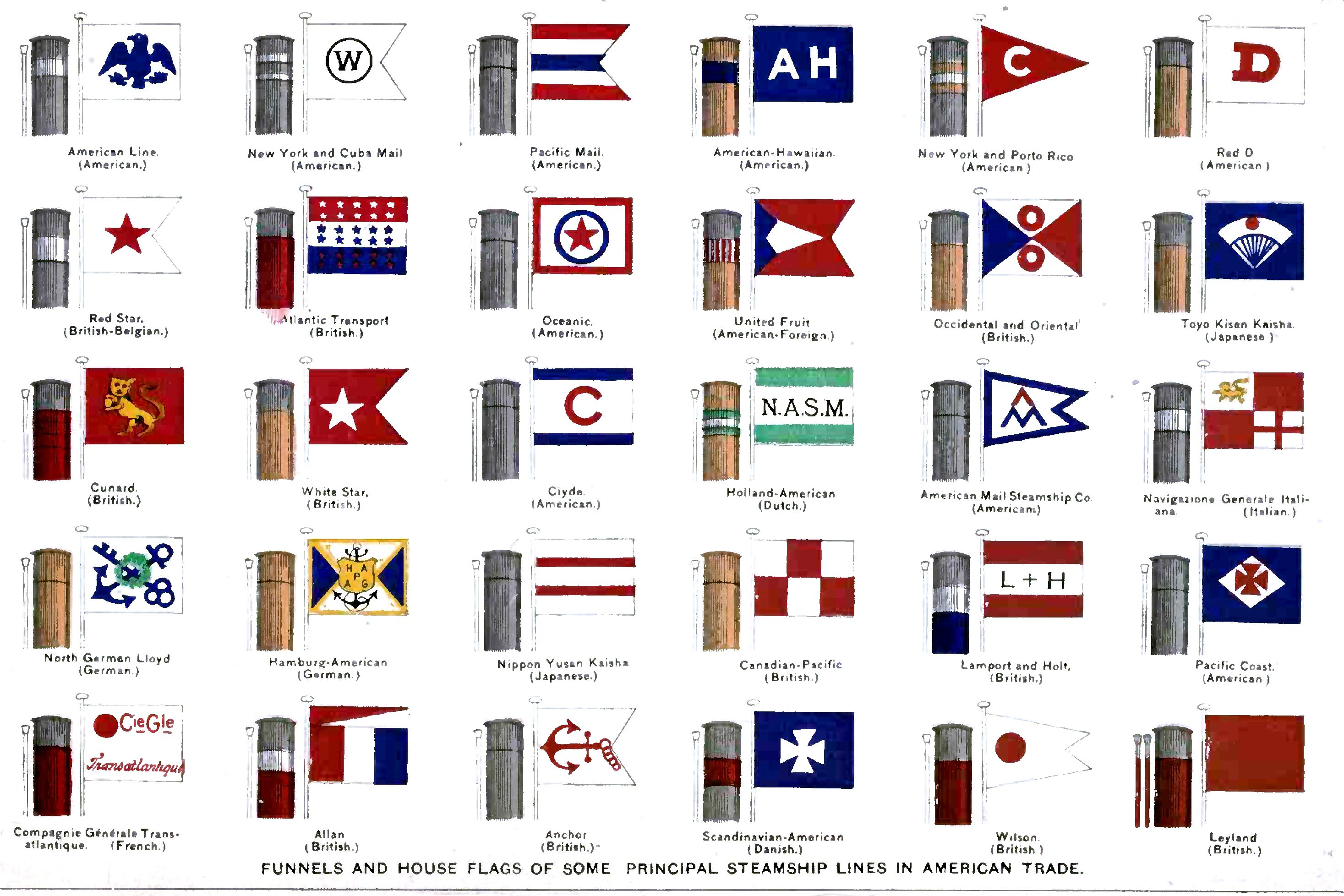
Distintivos de empresas com serviços de navegação para os Estados Unidos em 1900

#### Exemplos de distintivos de clubes náuticos

Galhardete do Yacht Club de Punta Ala (Itália)
Galhardete do Detroit Yacht Club (Estados Unidos)
Galhardete do Royal Ulster Yacht Club (Irlanda do Norte)
Galhardete do Yacht Club Italiano (Itália)
Galhardete da Associação Naval de Lisboa (Portugal)
Galhardete do Royal Yacht Squadron (Reino Unido)
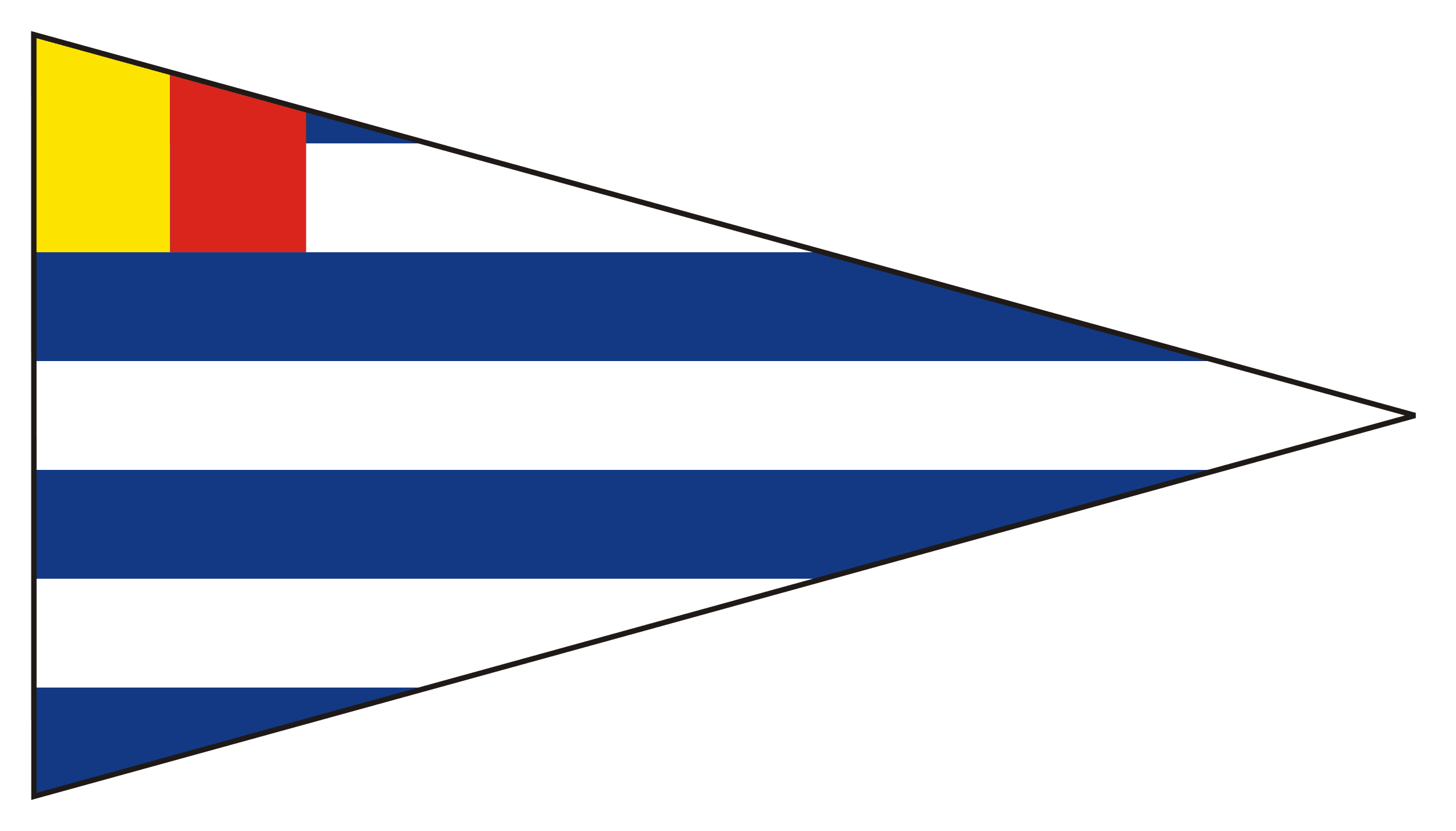
Galhardete da Sociedade Náutica de Genebra (Suíça)

#### Exemplos de distintivos de serviço

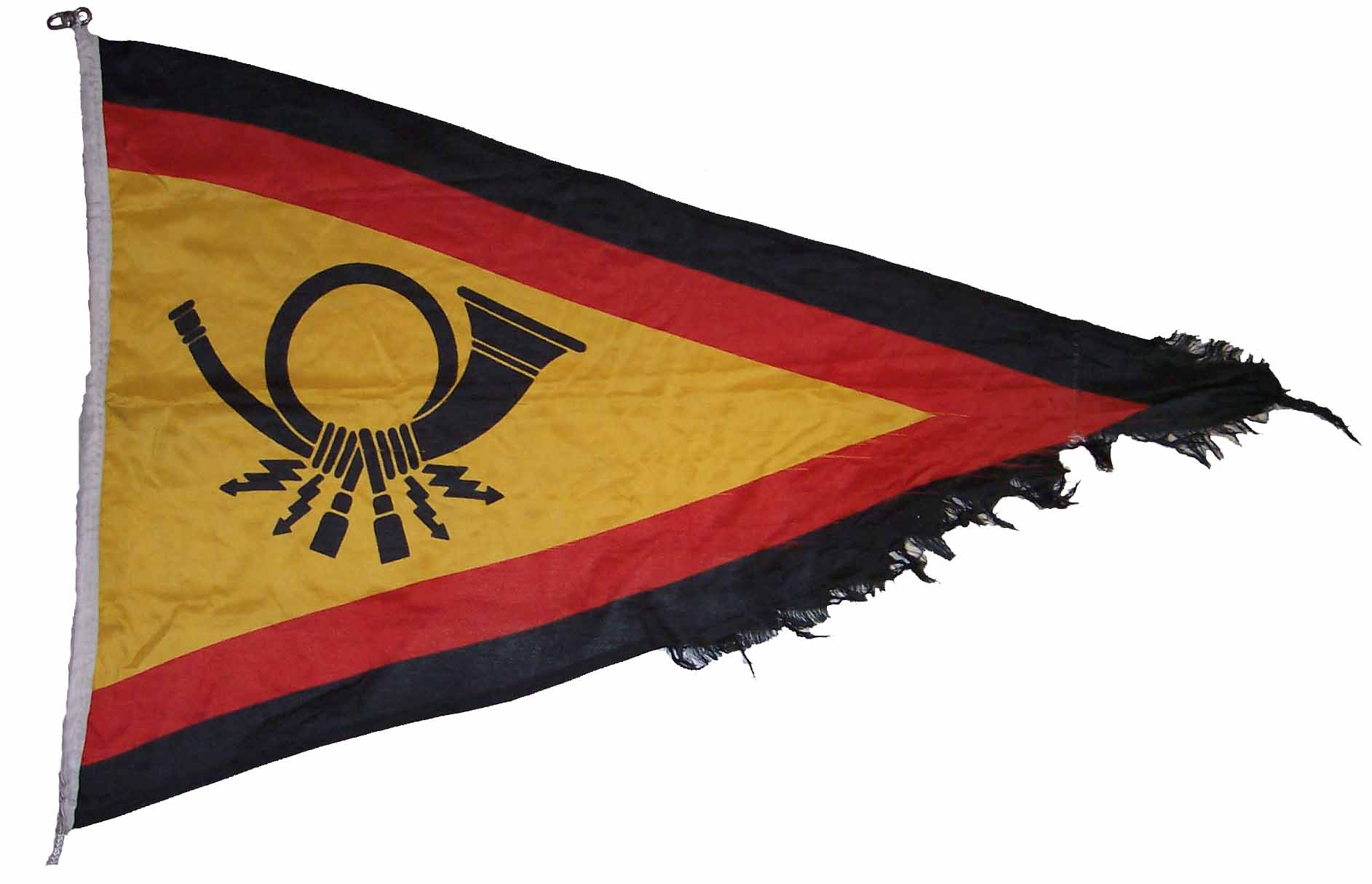
Distintivo postal marítimo da Alemanha
Distintivo de serviço da Guarda Costeira dos Estados Unidos
Distintivo de serviço de pilotagem dos portos da Roménia

### Bandeiras de sinais
As bandeiras de sinais destinam-se à transmissão de mensagens à distância. Em meados do século XIX, foi estabelecido um código internacional de sinais, em que existe uma bandeira específica para cada letra ou número. Algumas das bandeiras significando letras podem também transmitir, por si, uma mensagem específica.

#### Exemplos de bandeiras de sinais

Alfa ou "mergulhador nas proximidades"
Charlie ou "afirmativo"
Papa ou "navio prestes a largar do porto"
Zulu ou "necessito de um rebocador"
Sete
Substituto da primeira bandeira
"Mensagem entendida"

## Bandeiras nacionais com origem em bandeiras marítimas
Várias das atuais bandeiras nacionais tiveram origem em pavilhões de uso marítimo, que, mais tarde, passaram também a ser usados em terra. Alguns exemplos:
- Reino Unido: era, originalmente o jaque da Marinha Britânica;
- Países Baixos: era o pavilhão nacional marítimo;
- Espanha: deriva do pavilhão de guerra estabelecido em 1785;
- França: era, originalmente, o pavilhão nacional;
- Grécia: era, originalmente, o pavilhão nacional.